# Godhar
Godhar là một thị trấn thống kê (census town) của quận Dhanbad thuộc bang Jharkhand, Ấn Độ.

## Nhân khẩu
Theo điều tra dân số năm 2001 của Ấn Độ, Godhar có dân số 9544 người. Phái nam chiếm 54% tổng số dân và phái nữ chiếm 46%. Godhar có tỷ lệ 52% biết đọc biết viết, thấp hơn tỷ lệ trung bình toàn quốc là 59,5%: tỷ lệ cho phái nam là 63%, và tỷ lệ cho phái nữ là 39%. Tại Godhar, 16% dân số nhỏ hơn 6 tuổi.